# 40 Years - The Greatest Hits
40 Years - The Greatest Hits è una raccolta del gruppo pop-rock inglese Spandau Ballet, pubblicata dalla Parlophone il 27 novembre 2020.

## Il disco
Il disco è una tripla raccolta dei maggiori successi del gruppo tratti dal primo album Journeys to Glory fino alla più recente raccolta The Story: The Very Best of Spandau Ballet. La raccolta è stata pubblicata in occasione dei quarant'anni dalla pubblicazione del primo singolo del gruppo, To Cut a Long Story Short e comprende un inedito mai pubblicato dal complesso, scritto nel 1990; si tratta del brano The Boxer, cover del celebre brano dei Simon and Garfunkel.

## Tracce
Disco 1
1. To Cut a Long Story Short - 3:20
2. The Freeze - 3:32
3. Musclebound - 3:58
4. Toys - 5:46
5. Glow - 3:48
6. Chant NO. 1 (I Don't Need This Pressure On) - 4:07
7. Paint Me Down - 3:44
8. Coffee Club - 5:32
9. She Loved Like Diamond - 2:52
10. Instinction - 4:49
11. Lifeline - 3:34
12. Communication - 3:40
13. Heaven Is A Secret - 4:26
14. True - 5:29
15. Gold - 4:49
16. Pleasure - 3:32
17. Only When You Leave - 5:08
18. I'll Fly for You - 5:35

Durata totale: 77:41
Disco 2
1. Highly Strung - 4:11
2. Revenge For Love - 4:20
3. Round & Round - 4:32
4. Fight For Ourselves - 4:22
5. Swept - 4:53
6. Cross The Line - 4:09
7. Through the Barricades - 5:52
8. How Many Lies? - 4:34
9. Raw - 3:47
10. Be Free With Your Love - 4:36
11. Crashed Into Love - 4:42
12. Empty Spaces - 3:52
13. The Boxer - 4:27
14. Once More - 4:07
15. This Is The Love - 3:42
16. Soul Boy - 3:59
17. Steal - 4:27

Durata totale: 74:32
Disco 312" Mixes
1. To Cut a Long Story Short - 6:31
2. The Freeze - 4:22
3. Glow - 8:08
4. Chant NO. 1 (I Don't Need This Pressure On) - 8:01
5. Paint Me Down - 7:05
6. Lifeline - 5:25
7. Communication - 4:26
8. Gold - 5:14
9. Fight For Ourselves (Extended Remix) - 7:27
10. Cross The Line (Extended Version) - 6:16
11. Raw (Extended Mix) - 6:46

Durata Totale: 69:41

## Formazione
- Tony Hadley - voce
- Gary Kemp - chitarra
- Steve Norman - sassofono, percussioni
- Martin Kemp - basso
- John Keeble - batteria